# Juego de mentiras
Juego de mentiras és una pel·lícula fantàstica mexicana del 1967 dirigida per Archibaldo Burns que refusa sotmetre's als dictats del cinema de gèneres, primera obra mestra del nou cinema mexicà. El guió és del propi Archibaldo Burns basat en el conte d'Elena Garro "El árbol"

## Sinopsi
Marta és visitada en la seva rica casa per Luisa, que va ser la seva serventa i a qui no ha vist en molts anys. Luisa mostra a Marta petjades de cops que, diu, li ha donat el seu marit Julián. Marta deixa a Luisa donar-se un bany a la casa, on no hi ha ningú més. Luisa es maquilla mentre recorda com es fixava en ella el marit de Marta i parla d'un "dolent" amb bigotis -el diable- que li donava fuetades i "la va ocupar" -la desvirgà- al seu poble. Conta Luisa que va tenir un primer marit, Ramón. Afegeix que el seu embaràs pel "dolent" va fer que el marit la retornés als pares d'ella, que havien concertat la unió amb els d'ell. Luisa recorda la seva vida marital amb un altre home, com el va veure besar a una dona i com va matar a aquesta amb un ganivet després de demanar forces a l'església a la Verge; mentrestant, esmenti a Marta: diu no haver conegut a aquest home, i que l'altra, que parlava sense motiu, va ser qui la va atacar amb el ganivet. Luisa conta que a la presó va tornar a veure al "dolent": és a dir, un dibuix del diable a la paret, al qual ella va donar fuetades i va ser feliç; feia costura i cuidava del seu arranjament personal; diu a més que aprenia teatre anglès i francès. Va sortir lliure molt a pesar seu, i un tipus li va llevar els seus diners en un cementiri d'automòbils. Segons Luisa, els seus pares han mort i només Marta sap ara això de la presó. Recorda com va fer que un arbre carregués amb els seus pecats i s'assequés. Ja de nit, Marta es fica al llit i, ja adormida, és acoltellada per Luisa, qui queda al costat d'ella.

## Repartiment
- Irene Martínez Cadena	...	Luisa
- Kikis Herrera Calles	...	Marta
- Michel Clemente Jacques	...	El malo
- Magdalena Gallardo ...	La acuchillada
- Juan Carvajal	...	L'altre home
- José Luis González de León	...	Marit de Marta

## Producció
Archibaldo Burns va realitza Juego de mentiras per al segon concurs de cinema experimental. Sent aquest el seu primer llargmetratge. L'estrena comercial va ser tardà i deslluït, no sols va haver de pagar "desplaçament" donada la producció independent de la cinta: va haver d'acceptar la imposició a la seva obra d'un nou i ridícul títol, "La venganza de la criada".
La història va ser adaptada amb gran intel·ligència a partir d'una obra de teatre d'Elena Garro, i de la seva transcripció en forma de conte..

## Comentaris
Aquest film ocupa el lloc 62 dins de la llista de les 100 millors pel·lícules del cinema mexicà, segons l'opinió de 25 crítics i especialistes del cinema a Mèxic, publicada per la revista Somos el juliol de 1994.